# Bab El Bhar
Pour l’article homonyme, voir Bab El Bhar (El Jadida).
Bab El Bhar (arabe : باب البحر soit « Porte de la mer ») est l'une des portes de la médina de Tunis (Tunisie) située à l'est de l'ancienne enceinte, sur la place de la Victoire. Elle prend le nom de Porte de France pendant le protectorat français,, nom qu'on lui donne encore parfois de nos jours.
Marquant la séparation entre la médina et la ville nouvelle, elle se constitue d'un arc surbaissé et surmonté d'un parapet à créneaux.

## Étymologie
Une légende tenace, due à son nom, raconte que la mer arrivait à ses pieds, ce qui n'a jamais été le cas. Ce nom signifie simplement qu'elle s'ouvre « en direction de la mer ». En fait, elle regarde le lac de Tunis et mettait la médina en communication avec l'arsenal maritime et le débarcadère du lac.

## Aménagements
La porte d'origine est construite sous le règne des Aghlabides. En 1860, une nouvelle porte est construite dans l'axe de la future avenue de la Marine, à la demande du consul de France Léon Roches, qui avait obtenu du bey en 1857 l'autorisation de construire le consulat hors les murs, plus précisément sur la future avenue.
En 1939, la porte est dégagée des constructions environnantes.

## Galerie

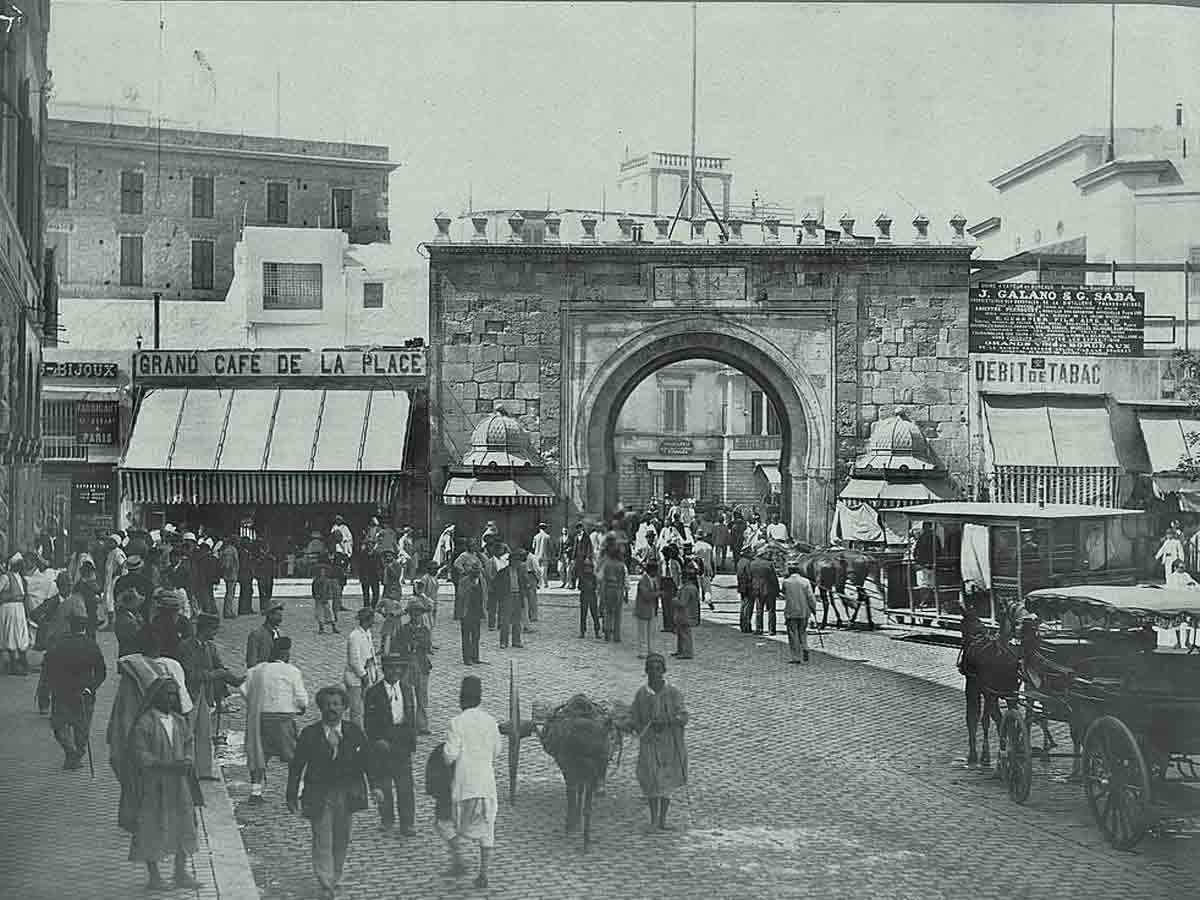
Vue de la porte entourée de boutiques en 1895.
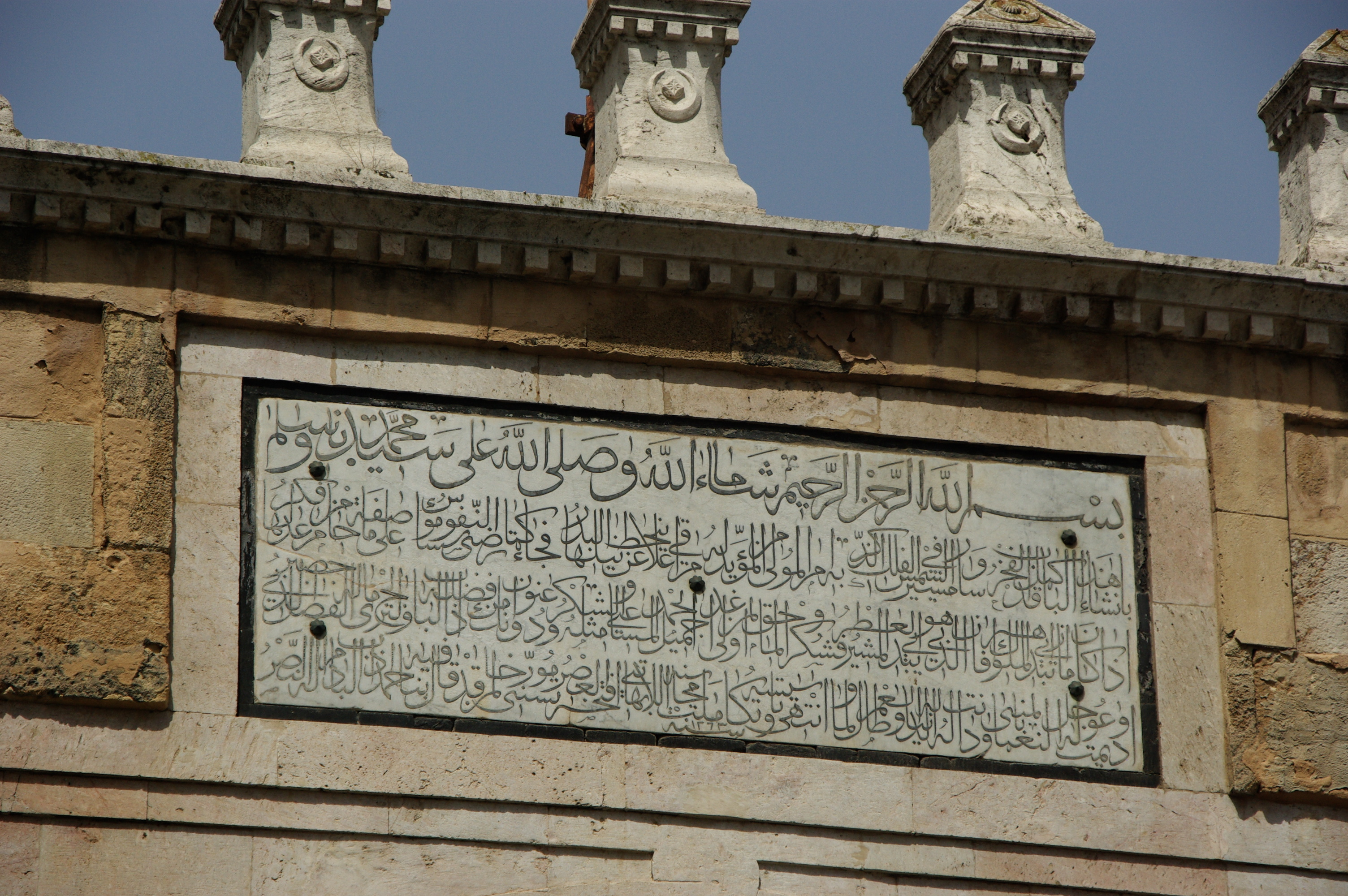
Détail de l'inscription ornant la partie supérieure de la porte.
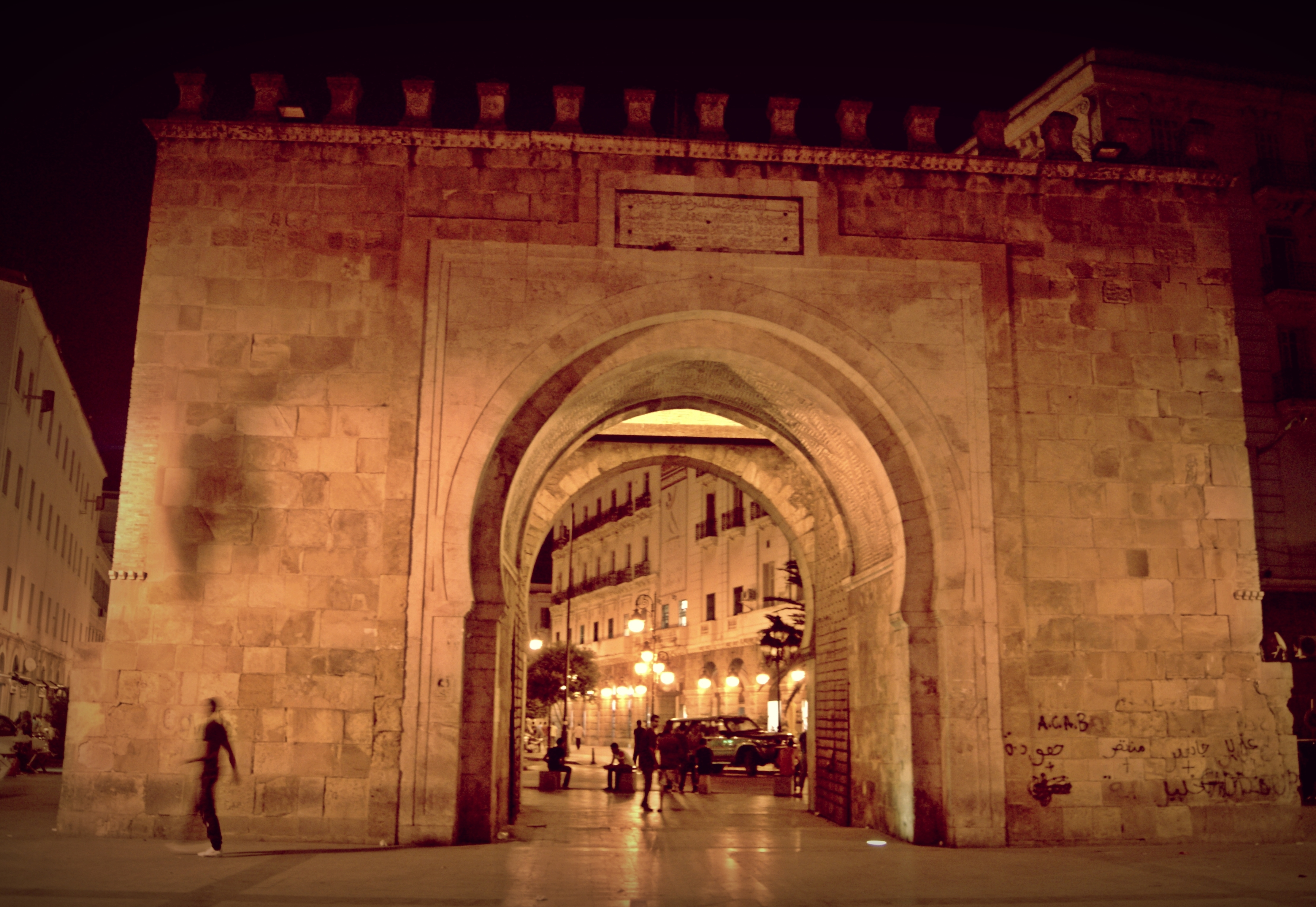
Vue nocturne.
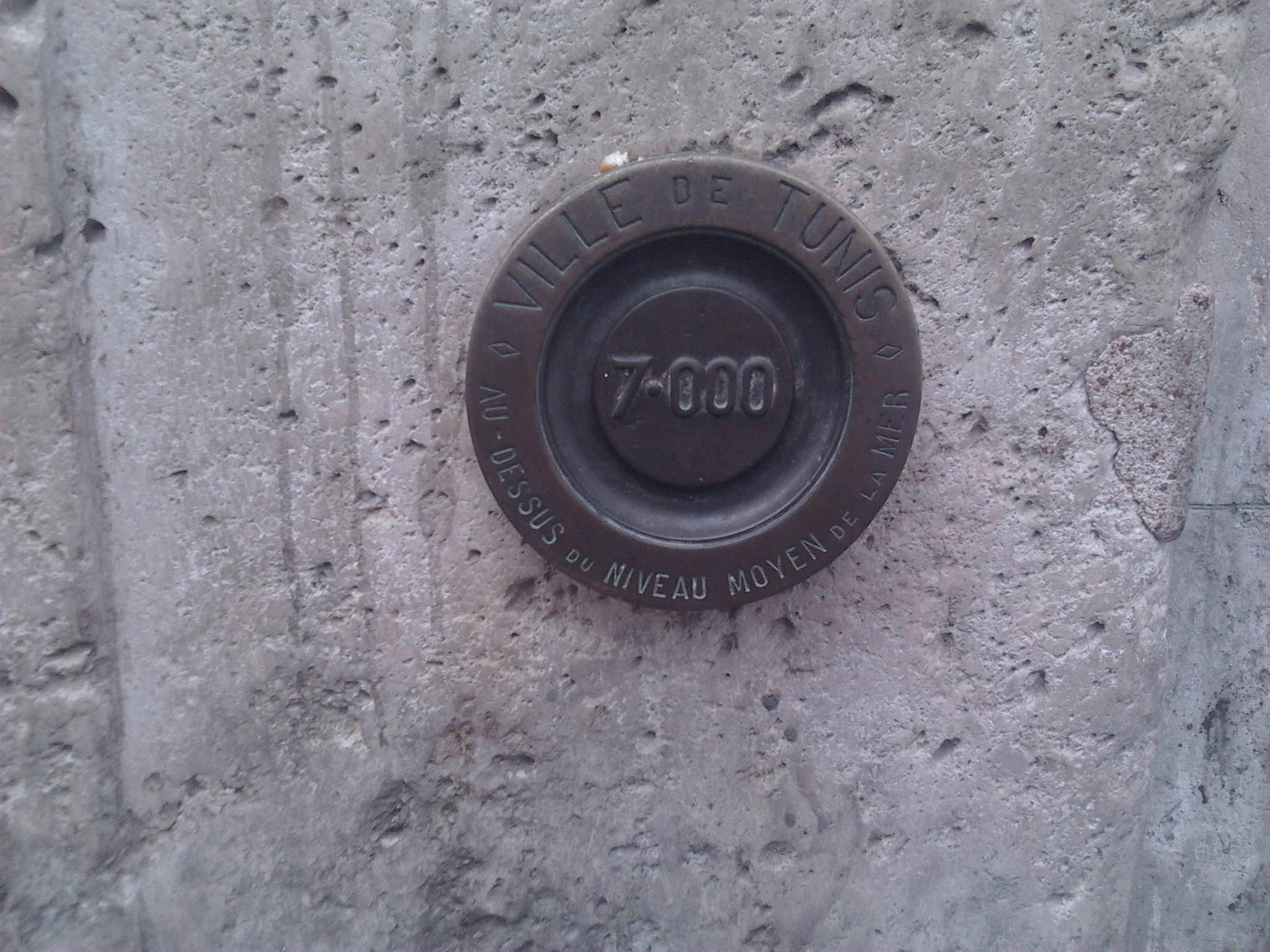
Marquage d'altitude (7 mètres au-dessus du niveau de la mer).